# Peter Berns

Peter Berns

Peter Berns (* 18. Mai 1907 in Düsseldorf; † 3. Juli 1941 in Mogilew, UdSSR) war ein deutscher Politiker (NSDAP).

## Leben
Berns besuchte in Mettmann die Volks- und die Realschule. Danach besuchte er die Höhere Handelsschule und machte eine kaufmännische Lehre in Wuppertal, wo er die ersten zwei Jahre nach seiner Ausbildung auch arbeitete. Zum 15. Dezember 1925 trat er der NSDAP bei (Mitgliedsnummer 25.439), im selben Jahr auch der SA. Im Dezember 1928 wurde Berns Anführer der Mettmanner NSDAP-Ortsgruppe und auch des Mettmanner SA-Stoßtrupps. Am 1. Mai 1929 wurde Berns Kreisleiter der NSDAP in Elberfeld-Barmen.
Im Juni 1930 wurde Peter Berns vom Führerkapitel der Geusen, Bund der jungen Nation, zum Bundesführer dieses rechtsradikalen, jungvölkischen Vereins berufen.
Berns machte 1930 sein Abitur und begann im Anschluss ein Studium der Volkswirtschaftslehre in Frankfurt am Main. Noch im selben Jahr wurde er Anführer der Frankfurter NSDAP-Hochschulgruppe. Ein Jahr später verließ Berns die Universität Frankfurt und studierte Staatswissenschaften an der Universität Wien, wo er am 6. Juli 1934 seine Promotion abschloss. Nach den Ereignissen des Juliputsches wurde er aus Österreich ausgewiesen. Er kehrte in seine Heimat zurück und wurde von Gauleiter Friedrich Karl Florian zum Kreisleiter Mettmann ernannt. Bei der Reichstagswahl am 29. März 1936 wurde Berns zum Reichstagsabgeordneten gewählt. Auch bei der Ergänzungswahl vom 4. Dezember 1938 gehörte er der Liste der NSDAP an und blieb daher im nationalsozialistischen Reichstag vertreten. Als am 7. März 1938 die NSDAP-Kreise Mettmann und Solingen zusammengelegt wurden und fortan den Kreis Niederberg bildeten, wurde Berns zum Leiter des neuen Kreises ernannt.
Ein Jahr später wurde Berns in den Stab von Rudolf Heß, dem Stellvertreter von Adolf Hitler, berufen. Kurz vor Beginn des Zweiten Weltkrieges wurde Berns als Feldwebel von der Luftwaffe eingezogen. Er nahm 1941, als Leutnant in der 4. Staffel des Kampfgeschwaders 3, am Überfall auf die Sowjetunion teil. Bei einer Notlandung seiner Junkers Ju 88A-5, etwa 10 Kilometer nördlich von Staryje Dorogi, wurde er getötet.